# André Louf

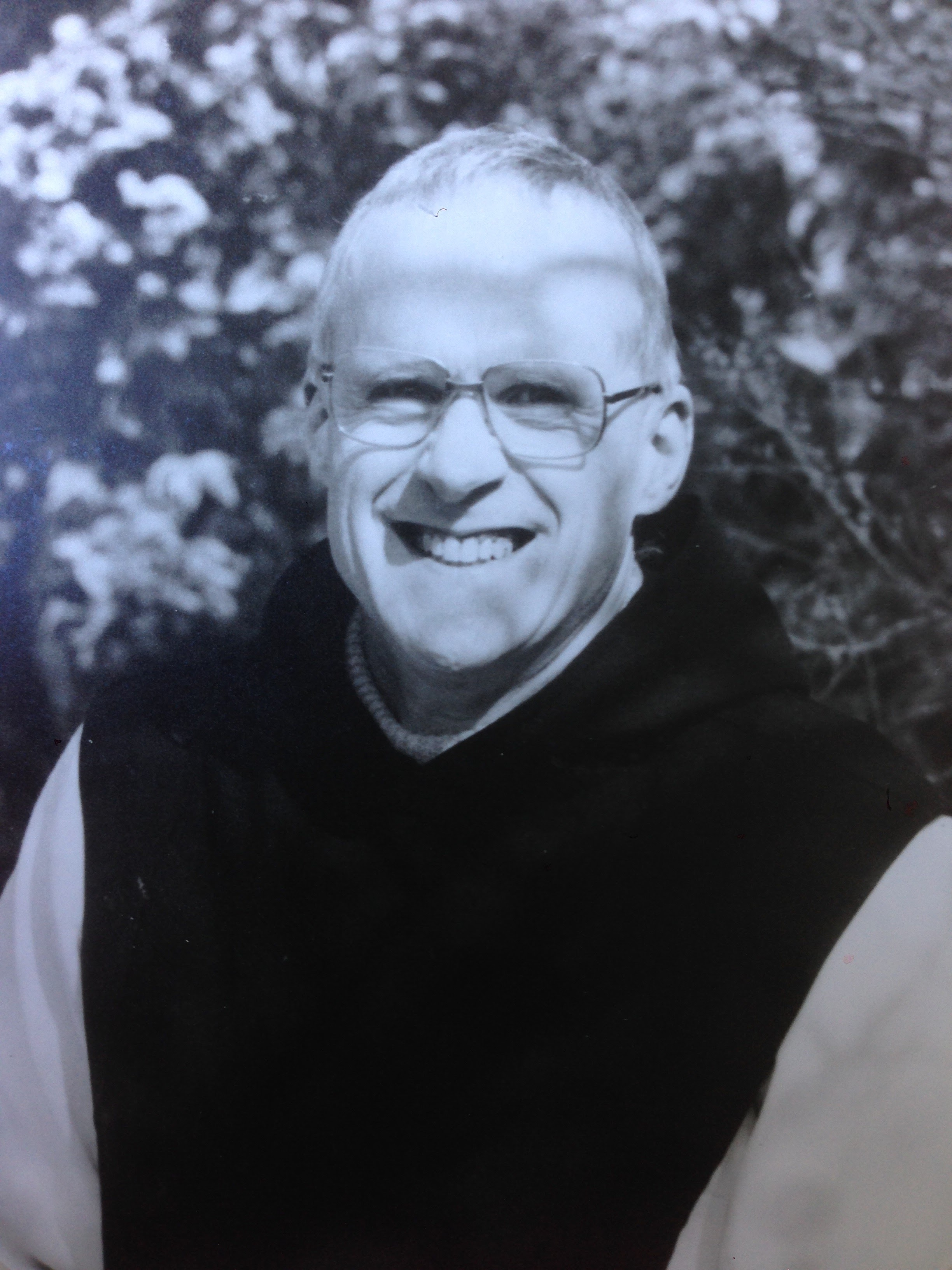
André Louf

André Louf (* 28. Dezember 1929 in Löwen; † 12. Juli 2010 in Godewaersvelde) war ein belgischer römisch-katholischer Priester, Autor, Theologe, Trappist, Abt, Gelehrter und Übersetzer, der in Frankreich wirkte.

## Leben und Werk
Jacques Louf besuchte das Gymnasium Saint-Louis in Brügge und engagierte sich in der Katholischen Aktion. 1947 trat er in das Trappistenkloster Mont des Cats in Französisch-Flandern ein und nahm den Ordensnamen André an. 1954 legte er die feierliche Profess ab, 1955 wurde er zum Priester geweiht. Nach dem Weiterstudium in Rom (an der Päpstlichen Universität Gregoriana und am Päpstlichen Bibelinstitut) übernahm er 1959 die Redaktion der Zeitschrift Collectanea Cisterciensia. Von 1963 bis 1997 war er Abt seines Klosters (auch langjähriger Moderator des Generalkapitels seines Ordens). Dann lebte er bis kurz vor seinem Tod als Eremit in der Nähe des Benediktinerinnenpriorats zur heiligen Lioba von Tauberbischofsheim in Simiane-Collongue, wo er Jan van Ruusbroec und Isaak von Ninive übersetzte. 2004 übertrug ihm Papst Johannes Paul II. die Abfassung des Meditationstextes zu seinem traditionellen Karfreitagkreuzweg. Er war Ehrendoktor der Katholischen Universität Löwen (1994).
Als Theologe wurde André Louf nicht müde zu betonen, welche Chance in der menschlichen Schwachheit und Sündhaftigkeit liegt, insofern nur sie (und nicht die Stärke) der göttlichen Barmherzigkeit (als Gottes wesentlicher Eigenschaft) Anlass gibt, sich gnadenreich zu entfalten.

## Werke

### Werke mit Übersetzungen
- Heer, leer ons bidden. Lets gewaar worden van god, Tielt, Lannoo, 1971.
  - (französisch)  Seigneur, apprends-nous à prier, Brüssel, Edit. Foyer Notre-Dame, 1972; Éd. Lumen vitae 1975.
  - (englisch) Teach us pray. Learning a little about God, London, Darton, Longman and Todd, 1974.
  - (deutsch) In uns betet der Geist, Einsiedeln, Johannes Verlag, 1974, 1989 (Übersetzer: Hans Urs von Balthasar, 163 Seiten).
  - (italienisch) Signore, insegnaci a pregare, Casale Monferrato (AL), Marietti, 1976. 159 S.
  - (italienisch) Lo Spirito prega in noi, Magnano, Edizioni Qiqajon, 1995. 150 S.
  - (kroatisch) Gospodine, nauči nas moliti, Đakovo, Sestre Sv. Križa, 1978.
  - (spanisch) El espiritu ora en nosotros, Madrid Narcea D.L. 1979.
  - (polnisch) Panie, naucz nas modlić się, Krakau, Wydawnictwo OO. Karmelitów Bosych,  1987
  - (ungarisch) Uram, taníts meg minket imádkozni, Pannonhalma, Bencés, 2008.
- Licht boven alle licht. Bekijken en beschouwen, Tielt, Lannoo, 1977. 44 S.
  - Bennünk a lélek imádkozik, Bécs, Opus Mystici Corporis, cop. 1979.
- Demut und Gehorsam bei der Einführung ins Mönchsleben, Münsterschwarzach, Vier-Türme-Verlag, 1979, 1990 (55 Seiten).
  - (ungarisch) Alázat és engedelmesség : alázatosságra és engedelmességre nevelés a szerzetesélet kezdetén, Pannonhalma 1995.
- La voie cistercienne. A l’école de l’amour, Paris, Desclée De Brouwer, 1980, 1991.
  - (spanisch) El camino cisterciense. En la escuela del amor, Estella (Navarra), Verbo Divino, 1981, 2005.
  - (englisch) The Cistercian alternative, Dublin/New York, Gill and Macmillan, 1983.
  - (englisch) The Cistercian way, Kalamazoo, Mich., Cistercian Publications, 1983.
  - (italienisch) La via cistercense. Alla scuola dell’Amore, Rom, Borla, 1990.
- Inspelen op genade. Over God-zoeken, Tielt, Lannoo, 1984.
  - (französisch) Au gré de sa grâce. Propos sur la prière, Paris, Desclée de Brouwer, 1989.
  - (italienisch) Sotto la guida dello Spirito, Magnano (BI), Edizioni Qiqajon, 1990, 2005.
  - (spanisch)  A merced de su gracia. Propuestas de oración, Madrid, Narcea, 1991.
  - (englisch) Tuning in to grace. The quest for God, Kalamazoo, MI, Cistercian Publications, 1992.
  - (polnisch) W rytmie łaski, Warschau, Wydawnictwo Księży Marianów, 1997.
  - (ungarisch) Gyengeség és kegyelem, Pannonhalma,  Bencés K., 2004, 2013.
- L’accompagnement spirituel, Ottawa, Éditions de la Conférence religieuse canadienne, 1986.
  - Towarzyszenie duchowe, Krakau, Wydawnictwo M, 1991.
- La grâce peut davantage. L’accompagnement spirituel, Paris, Desclée de Brouwer, 1992, 2005.
  - (deutsch) Die Gnade kann mehr ... Geistliche Begleitung,  Münsterschwarzach, Vier-Türme-Verlag, 1995, 2006
  - (italienisch) Generati dallo spirito. L’accompagnamento spirituale oggi, Magnano (BI),  Qiqajon, 1994.
  - (polnisch) Łaska może więcej. Towarzyszenie duchowe, Warschau, Wydaw, Księży Marianów, 1999.
  - (slowenisch) Milost zmore več. Duhovno spremljanje danes, Ljubljana, Župnijski urad Ljubljana-Dravlje, 2001
  - (englisch) Grace can do more. Spiritual accompaniment & spiritual growth, Kalamazoo, Mich., Cistercian Publications, 2002.
  - (niederländisch) De genade kan meer. Over de geestelijke begeleiding, Tielt, Lannoo, 2003.
  - (spanisch) A merced de su gracia, Madrid Movimiento Cultural Cristiano [2007].
  - (ungarisch) A többi – kegyelem. A spirituális kísérés, Pannonhalma, Bencés, 2010.
- Umiltà, con antologia di testi patristici, Magnano, Qiqajon, 2000.
  - (französisch) Humilité, Paris, Parole et Silence, 2002.
  - (englisch) Humility, London : Catholic Truth Society, 2005.
  - (englisch) The way of humility, Kalamazoo, Mich., Cistercian Publications, 2007.
  - (japanisch) Seisho o inoru. (Conférences 1999)
  - (neugriechisch) Hē tapeinōsē, Athēnai, Ekdoseis Akritas, 2001.
  - (polnisch) Pokora i posłuszeństwo, Krakau 2004.
- (italienisch) La Vita spirituale, Magnano, Qiqajon, Comunità di Bose, cop. 2001. (241 S.)
  - (spanisch) La vida espiritual. Dejarse conformar con Cristo por el Espíritu, Burgos, Monte Carmelo, 2004. 292 S.
- À l’école de la contemplation, Paris, Lethielleux, 2004 (Sammelschrift).
  - (polnisch) W szkole kontemplacji, Krakau 2006.
  - (spanisch) Escuela de contemplación : vivir según el “sentir” de Cristo, Madrid, Narcea, 2008.
  - (englisch) In the school of contemplation, Collegeville, Minnesota, Cistercian Publications, 2015.
- L’Opus Dei, un cammino di preghiera, Seregno, Abbazia San Benedetto, 2002. 156 S.
  - (französisch) L’oeuvre de Dieu. Un chemin de prière, Paris, Lethielleux, 2005.
  - (spanisch) La obra de Dios. Un camino de plegaria, Barcelona, Claret, 2008.
  - (katalanisch) L’Obra de Déu, un cami de pregària, Barcelona, Claret, 2008.
- Chemin de Croix du Colisée, Paris, Fidélité, 2005.
  - (italienisch) Via Crucis al Colosseo presieduta dal Santo Padre Giovanni Paolo II Venerdì Santo 2004, Rom, Vaticana, 2004
  - (niederländisch) De kruisweg, Tielt, Lannoo, 2004.
  - (ungarisch) Keresztút a Kolosszeumban, Budapest, L’Harmattan, 2006.
  - (polnisch) Droga krzyżowa, Krakau, Wydawnictwo Serafin, 2008.
- Saint Bruno et le charisme cartusien aujourd’hui, Paris/Les Plans-sur-Bex (Suisse), Parole et silence, 2006, 2009. 73 S.
  - (italienisch) San Bruno. L’esperienza del deserto, Serra San Bruno, Edizioni Certosa, 2010.56 S.
- Cherche Dieu et ton coeur revivra. Hildegard Michaelis, 1900–1982, Paris, Cerf, 2006.
- L’uomo interiore, Magnano (BI), Edizioni Qiqajon, 2007. 54 S.
- Initiation à la vie spirituelle, Parole et silence, 2008; Points 2012. 108 S.
  - (italienisch) Consigli per la vita spirituale, Magnano (BI), Edizioni Qiqajon, 2009. 69 S.
  - (spanisch) Iniciación a la vida espiritual. El camino hacia el hombre interior, Salamanca, Sígueme, 2010.
  - (polnisch) Reguły życia duchowego. Stałe elementy duchowej drogi chrześcijanina, Poznań, Wydawnictwo Polskiej Prowincji Dominikanów w Drodze, 2010, 83 Seiten.
  - (ungarisch)  A spirituális élet útján, Pannonhalma, Bencés K., 2012.
- Via Crucis. Via Crucis Marter di Roncegno, 2008.
  - (polnisch) Moc w słabości..., Krakau, Tyniec Wydawnictwo Benedyktynów, 2009.
  - (ungarisch) A szív imádsága, Kecskemét, Korda, 2009.

### Übersetzer
- (Übersetzer mit anderen) Antonius der Große, Lettres, Begrolles en Mauges, Abbaye de Bellefontaine, 1976.
- (Übersetzer) Jan van Ruysbroeck, Écrits, 4 Bde., Abbaye de Bellefontaine / 1990–1999.
- (Hrsg. und Übersetzer) Œuvres spirituelles d’Isaac le Syrien, 3 Bde., Bellefontaine 2003–2009.

### Evangelienkommentare
- Seul l’amour suffirait (Evangelienkommentare)
  - (niederländisch) Niets boven de liefde. Woorden van een abt ter meditatie
- Heureuse faiblesse (Evangelienkommentare)